# Злочевський Олександр Петрович
Олександр Петрович Злоче́вський (нар. 27 березня 1895, Одеса, Херсонська губернія — пом.1955, Одеса, Українська РСР) — український та совєцький футболіст. Чемпіон Російської імперії 1913. Майстер спорту.

## Життєпис
Народився 27 березня 1895 року в Одесі в сім'ї робітників. Почав грати у футбол в 1905 році в Олександрівському парку на галявині, що називалася «Чорним морем», в дикій команді з однойменною назвою.

### Освіта
Олександр Злочевський був різносторонньою особистістю. Він неодноразово ставав чемпіоном міста з гімнастики. Навчався в училищі торговельного мореплавання. Після того закінчив політехнічний інститут і став інженером. Потім працював на Шкірзаводі.

### Кар'єра гравця
У 1908 році почав грати за Новоросійський спортивний гурток, потім за «Вегу» і ШГ (Шереметьєвський гурток спорту), а також за збірну міста. Як було не взяти до збірної форварда, який забив у сезоні 1913/1914 за ШГ 41 гол з 49-ти командних! Він був блискучим футболістом, технічним, з найпотужнішим ударом з обох ніг (і особливо лівої), з прекрасним розумінням гри. Про удар Злочевського складалися легенди.
У 1928 році Олександр Злочевський в складі одеських динамівців взяв участь в поєдинку з місцевими динамівцями у Проскурові. Гості двічі вели у рахунку, однак під завісу матчу подоляни зрівняли рахунок − 2:2.

#### Чемпіонство Росії 1913
Злочевський був одним з ключових гравців у складі збірної Одеси, кольори якої захищав з 1913 по 1930 рр. У пам'ятному для одеського футболу 1913 Олександру було лише 18 років, але він уже був одним з найкращих в одеській команді і саме Сашка-Злот, як його називали вболівальники, став героєм півфінальної гри проти збірної Харкова, коли забив найсильнішим ударом перший, а потім і другий м'яч у ворота суперників. У фіналі все теж почалося з потужного удару Злочевського в поперечину, після якого м'яч добив Джекобс, і збірна Одеси відкрила рахунок, а у підсумку отримала історичну перемогу над збірною Санкт-Петербурга. На жаль, той чемпіонський титул одеситам не дістався через рішення з'їзду Всеросійського футбольного союзу, який постановив вважати чемпіонат 1913 нерозіграним зважаючи на численні порушення регламенту.

## Титули та досягнення
- Чемпіон Російської імперії 1913 року в складі збірної Одеси.
- Чемпіон Одеси (володар Кубка Джекобса) 1913, 1915 рр.. у складі «Шереметьєвського гуртка» і 1925 р. у складі «Шкіртреста».
- Найкращий бомбардир чемпіонату Одеси сезону 1912/13 у складі «ШеКа»
- Срібний призер чемпіонату Одеси (володар срібного щита Боханова) 1914 р. у складі «ШеКа».

## Нагороди
- орден Вітчизняної війни 2-й ступеня (1945)[3]
- медаль «За бойові заслуги» (1943)[4]